# Дойна (капела)
«До́йна» (рум. «Doină») — державна академічна (з 1977 року) хорова капела Молдови, заслужений художній колектив Молдавської РСР.

## Історія
У 1930 році у Тирасполі Костянтином Пігровим була утвопена хорова студія, перші концерти якої відбулися у 1932 році на Всеукраїнській та у 1933 році на Московській музичних олімпіадах. Основу студії складали співаки-любителі. 1936 року колектив отримав назву «Дойна». Значну роль у професійному навчанні хористів та створенні початкового репертуару відіграли українські композитори Микола Вілінський, Леонід Гуров, Костянтин Данькевич, Серафим Орфеєв.
З 1940 року капела працює у Кишиневі, у складі Молдовської державної філармонії. У роки німецько-радянської війни колектив перетворений на ансамбль пісні і танцю, який дав понад 600 концертів на фронті та в тилу. В той період ним керував Давид Гершфельд.
Надалі її художніми керівниками були хормейстри М. Н. Кононенко, М. Ф. Брезденюк, Володимир Мінін, з 1962 року — Віра Гарштя.

## Репертуар
Репертуар колективу охоплює широке коло творів композиторів-класиків і сучасних авторів, зокрема серед виконуваних творів «Реквієм» Вольфганга Амадея Моцарта, 9-а симфонія Людвіга ван Бетховена, «Іоанн Дамаскин» Сергія Танєєва, «Три російські пісні» Сергія Рахманінова, «Заздоровниця» Сергія Прокоф'єва, вокально-симфонічні поеми «Страта Степана Разіна» Дмитра Шостаковича і «Пам'яті Єсеніна» Георгія Свиридова.
Особливу роль у творчості колективу відіграє пропаганда молдавського музичного фольклору та творчості композиторів Молдови. У репертуарі численні обробки народних пісень, низка творів малої та крупної форм. Серед них хорові концерти Гавриїла Музическу, ораторія «Пісня відродження» Штефана Няги, «Дойна» Євгена Коки, «Балада про скрипку» Олексія Стирчі, вокально-симфонічна поема «Серце століття» Євгена Доги, кантати «Революція продовжується» і «Партії слава у віках» Василя Загорського, «Живим від імені мертвих» Едуарда Лазарєва, «Наші зорі» Соломона Лобеля, його ж 5-та симфонія, ораторія «Димитрій Кантемир» і поема «Апасіоната» Семена Лунгула, ораторія «Аурора» Георгія Няги, хоровий цикл «Жовтнева балада» Злати Ткач, «Ода про дружбу» Леоніда Гурова та інше.